# Lakewood (Philippines)
Pour les articles homonymes, voir Lakewood.
Lakewood est une localité de la province du Zamboanga du Sud, aux Philippines. En 2015, elle compte 20 374 habitants.